# Leo Jansen (politicus)
Julianus Leonardus Arnoldus (Leo) Jansen (Hillegersberg, 23 juni 1934 – Woerden, 16 augustus 2012) was een politicus van de KVP en de PPR.
Leo Jansen begon zijn politieke carrière als afdelingsbestuurder en later lid van het partijbestuur van de KVP. In 1972 stapte hij over naar de PPR. Voor deze partij kwam hij in 1972 in de Tweede Kamer, waar hij lid bleef tot 1981. Hij was woordvoerder op de terreinen van energie en milieu. In 1979 was hij tevens lijsttrekker bij de Europese verkiezingen. Na zijn politieke carrière vervulde Jansen hoge functies bij het ministerie van VROM. Hij was van 1990 tot 1999 tevens deeltijdhoogleraar Milieutechnologie aan de TU Delft. In 2002 verleende de Open Universiteit hem een eredoctoraat.
Leo Jansen zette zich tot aan zijn overlijden in voor duurzame ontwikkeling op velerlei gebieden. Hij was een groot voorstander van de incorporatie van onderwijs op het gebied van duurzaamheid in alle relevante studies.